# Éfa
EFA ou Baú,   era uma medida judaica para grãos e às vezes para líquidos, equivalente a cerca de 22 litros, segundo os livros bíblicos dos Juízes (capítulo 6, versículo 19) de Rute (capítulo 2 versículo 17) e de Zacarias (capítulo 5, versículos 6, 7 e 10). Era utilizada com frequência no comércio, para transportar, guardar ou esconder coisas, no caso descrito no capítulo de Zacarias, com peso de Chumbo sobre a tampa.